# Gran Pico de Belledonne
 El Gran Pico de Belledonne es la montaña más alta del macizo de Belledonne en los Alpes del Delfinado a 2 977m.

## Geografía
Situado en el departamento francés de Isère, el Gran Pico de Belledonne domina el valle de Grésivaudan y se asocia con el Pico Central de Belledonne y la Cruz de Belledonne. Estas tres cumbres dominan el glaciar Freydane. 

## Historia
Étienne Favier realizó el primer ascenso el , a través del valle de Eau d'Olle y el Lago de Belledonne. Repitió ese ascenso el  con su hijo, Émile Viallet y Auguste Michel. 
En 1875, la Société des Touristes du Dauphiné construyó el refugio de Belledonne (ahora en ruinas) sobre el "lago de Belledonne". 
El corredor que separa el Gran Pico del Pico Central lleva el nombre del alpinista Auguste Reynier quien, en 1891, realizó la primera subida a través del glaciar Freydane. 
Gaston Rébuffat fue el primero en escalar la montaña desde el norte en 1944, acompañado por Michel Chevalier. 